# Batagai
Batagai (rus: Батагай; iacut: Баатаҕай) és un possiólok del nord de la República de Sakhà, a Rússia. Es troba al marge dret del riu Iana.